# Haramije
Haramije (tur. haramî: razbojnik, odmetnik < arap. ḥarāmiyy: razbojnik, lupež), lako naoružani pješaci u Hrvatskoj. Osnovani su 1539. godine radi obrane od osmanskog prodora u Hrvatsku. Nakon uspostave Banske krajine postali su sastavni dio njezine obrane. Na čelu jedinice od 50 haramija bio je vojvoda ili harambaša. Haramijama su nazivani i neplaćeni pripadnici narodne vojske u Slavoniji koji su čuvali granicu prema Osmanskomu Carstvu. Haramije su raspušteni u 18. stoljeću ustrojavanjem graničarskih pukovnija.